# Mejoziorni
Mejoziorni - Межозёрный (rus) és un possiólok de l'óblast de Txeliàbinsk, a Rússia. Mejoziorni és al sud dels Urals i al sud-oest de l'óblast de Txeliàbinsk, a pocs kilòmetres de Baixkíria. És a 20 km al sud d'Utxalí, a 69 km al nord-est de Beloretsk, a 122 km al nord de Magnitogorsk i a 173 km al sud-oest de Txeliàbinsk. La vila obrera fou fundada el 1956 quan el combinat miner d'Utxalí començà a explotar el coure de la regió. La primera pedrera hi fou oberta en un jaciment anomenat en honor del dinovè Congrés del Partit Comunista de la Unió Soviètica, i el poble rebé el nom de XIX Partsiezd. El 1963 rebé l'estatus de possiólok i el seu nom actual.

## Galeria d'imatges

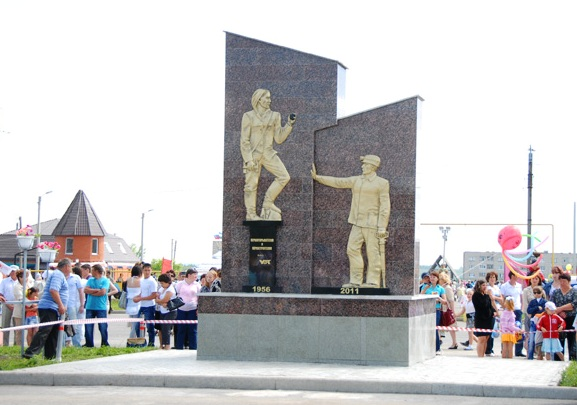
Monument en honor dels fundadors de la vila
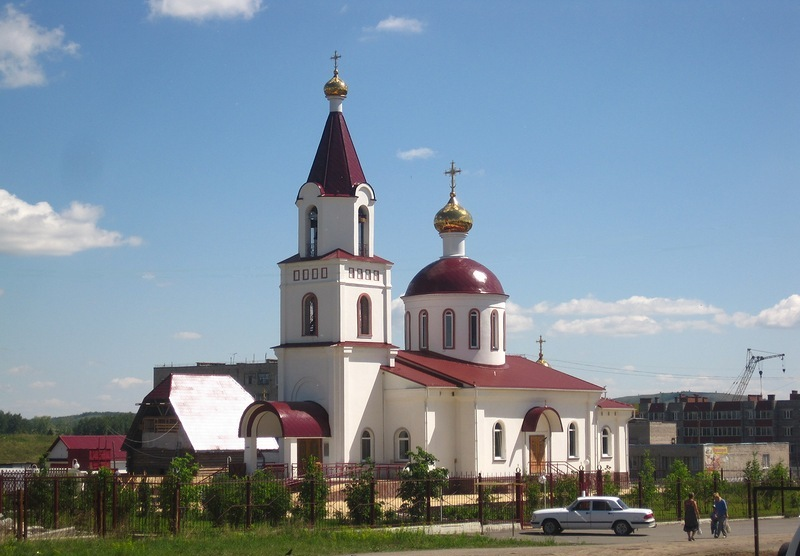
Església de Mejoziorni
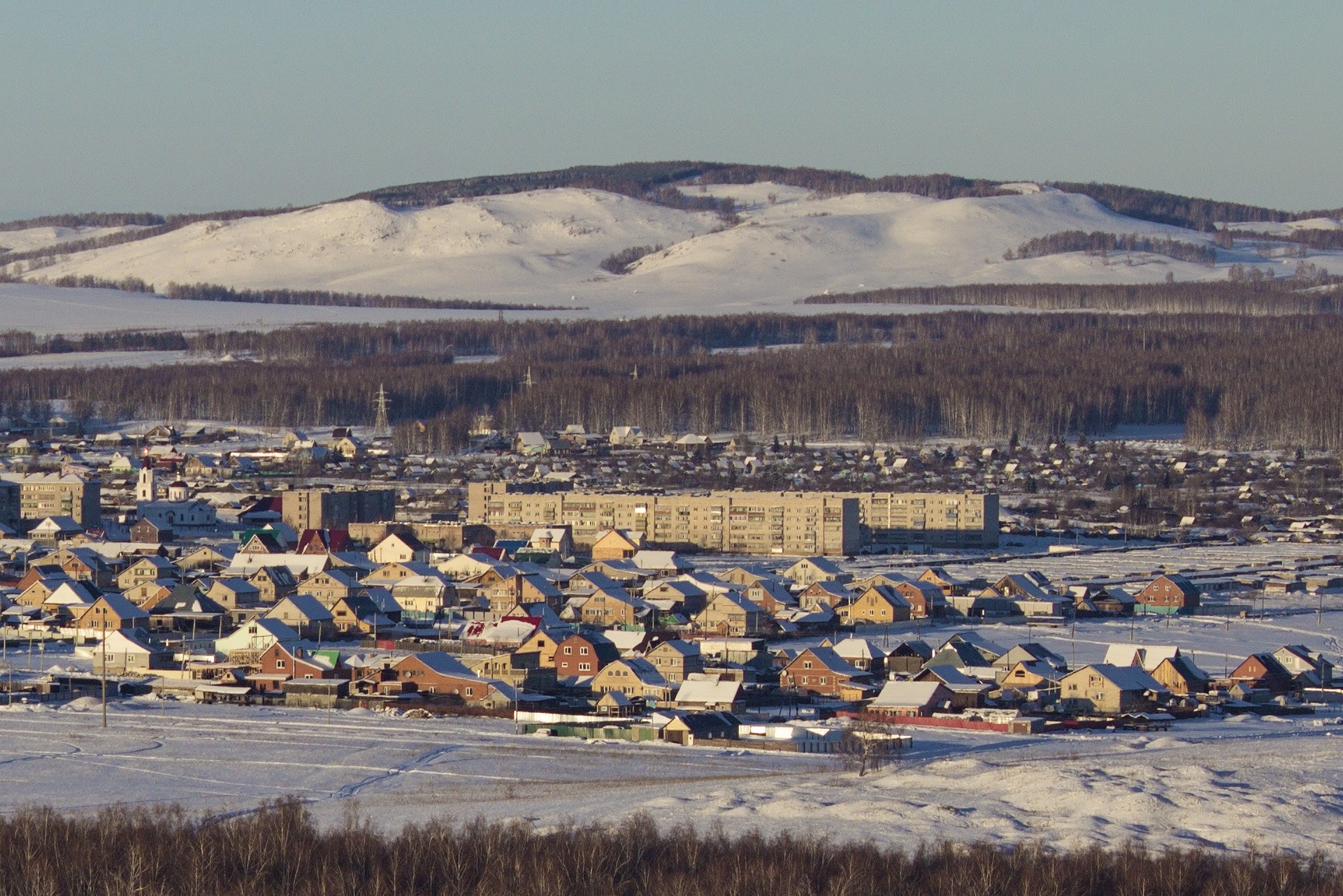
Vista de la vila amb le mont Utanktaix al fons
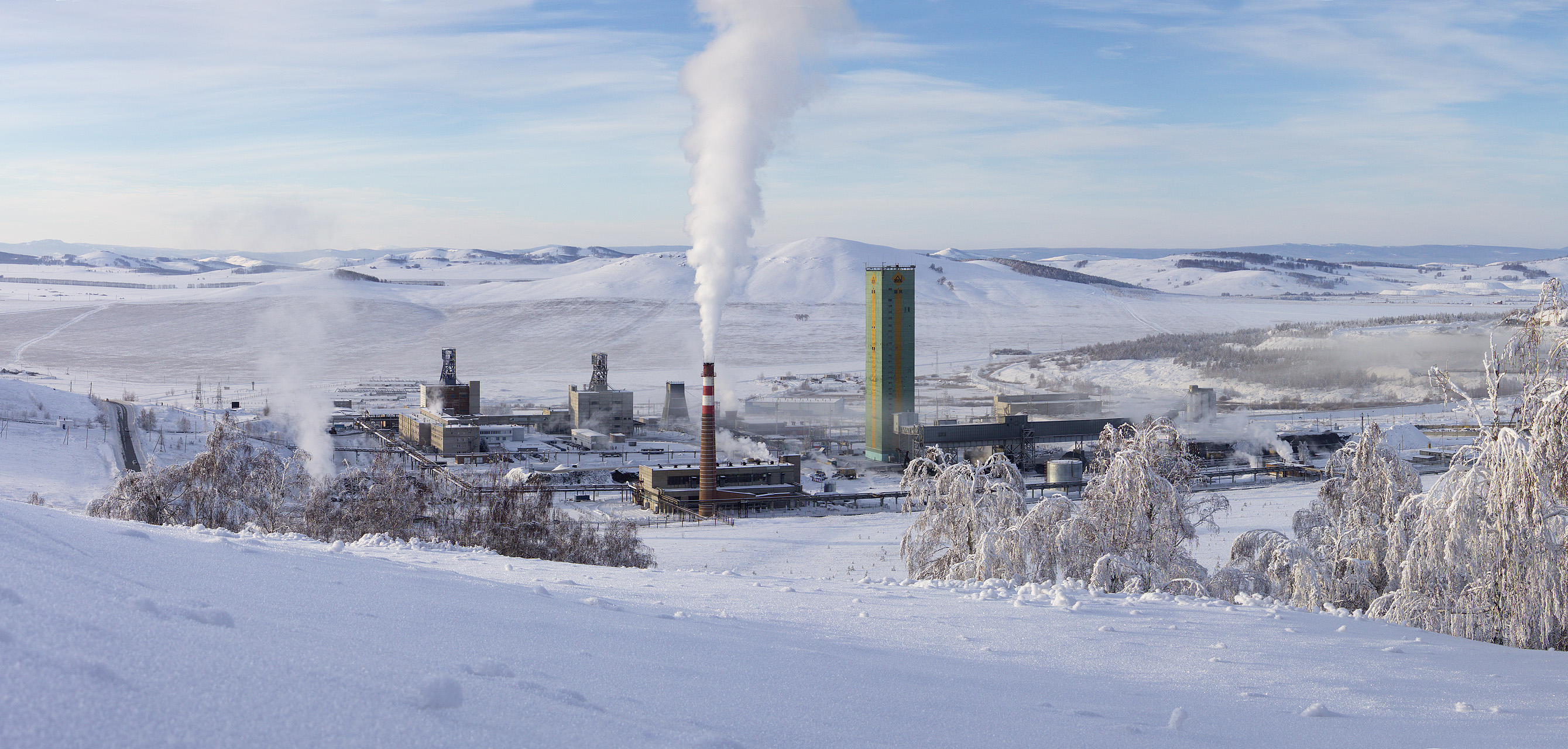
La mina Uzelguinski